# Spas, Colomeea
Spas (în ucraineană Спас) este o comună în raionul Colomeea, regiunea Ivano-Frankivsk, Ucraina, formată numai din satul de reședință.

## Demografie
Componența lingvistică a comunei Spas
     Ucraineană (99,84%)
     Alte limbi (0,12%)
Conform recensământului din 2001, majoritatea populației comunei Spas era vorbitoare de ucraineană (99,84%), existând în minoritate și vorbitori de alte limbi.